# Хелена фон Хоенлое-Лангенбург
Хелена фон Хоенлое-Лангенбург (на немски: Helene Prinzessin zu Hohenlohe-Langenburg; * 22 ноември 1807, Лангенбург; † 5 септември 1880, дворец Хайнрихсру при Шлайц) е принцеса от Хоенлое-Лангенбург и чрез женитба херцогиня на Вюртемберг.

## Живот
Тя е най-малката дъщеря на княз Карл Лудвиг фон Хоенлое-Лангенбург (1762 – 1825) и съпругата му графиня Амалия Хенриета Шарлота фон Золмс-Барут (1768 – 1847), дъщеря на граф Йохан Кристиан II фон Золмс-Барут (1733 – 1800) и графиня Фридерика Луиза София Ройс-Кьостриц (1748 – 1798).
Хелена се омъжва на 11 септември 1827 г. в Лангенбург за херцог Евгений фон Вюртемберг (* 8 януари 1788; † 16 септември 1857, Бад Карлсруе, Силезия), племенник на руската императрица Мария Фьодоровна, син на пруския генерал Евгений фон Вюртемберг (1758–1822) и принцеса Луиза фон Щолберг-Гедерн (1764–1834). Тя е втората му съпруга.
Хелена умира на 5 септември 1880 г. на 72 години в дворец Хайнрихсру при Шлайц. Погребана е в църквата „Св. София“ в Карлсруе, Баден-Вюртембург.

## Деца
Хелена и Евгений фон Вюртемберг имат децата:
- Вилхелм Николаус (1828 – 1896), австрийски и вюртембергски генерал, неженен
- Александрина Матилда (1829 – 1913)
- Николаус (1833 – 1903), женен на 8 май 1868 г. в Карлсруе за своята племенница херцогиня Вилхелмина фон Вюртемберг (1844 – 1892), дъщеря на полубрат му херцог Евгений Ердман
- Паулина Луиза Агнес (1835 – 1886), омъжена на 6 февруари 1858 г. в Карлсруе за княз Хайнрих XIV Ройс-Шлайц, Ройс млада линия (1832 – 1913), син на княз Хайнрих LXVII († 1867)